# Fabulous
«Высший класс» — это сингл из фильма Классный мюзикл: Каникулы. Песня была исполнена Эшли Тисдейл в роли Шарпей Эванс и Лукасом Грейбилом в роли Райана Эванса.

## Информация о песне
Это вторая песня с Саундтрека, All Music заявил: «Она включает Эшли Тисдейл, которая вернулась в роли упрямой королевы мюзиклов Шарпей, и она звезда саундтрека. Ветерана мюзиклов с детства, веселый, слегка слащавый голос Тисдейл идеален (а иногда и идеально раздражающий) в таких песнях, как „Fabulous“, маленькая поп-дива, которая также появилась в саундтреке к Уже можно. Однако её волнующий полинезийский „бонус“ трек „Humuhumunukunukuapua’a“ прошёл от привлекательного до очень жеманного, и мог бы быть последней соломинкой слушателей старше, чем тинейджеры.» Ремикс песни Джейсона Невинса был запущен промосинглом на ремиксованном альбоме High School Musical Hits Remixed с клипом. Песня также есть на Disney Girlz Rock, Vol. 2.

## Сцена из фильма

Шарпей и Райан в «Fabulous».

Сцена была снята возле бассейна у Lava Springs Country Club, в то время, как они отдыхали на шезлонгах, Шарпей Эванс начинает петь «Это не касается старого, а относится к новому……», потом пианист в песне, им был Райан Эванс, её брат прыгнул в бассейн во время пения.

## Доступные форматы
1. «Fabulous» (Album Version) — 3:00
2. «Fabulous» (Instrumental) — 3:00
3. «Fabulous» (Jason Nevins Remix Extended Version) — 3:28
4. «Fabulous» (Jason Nevins Remix Edited Version) — 1:30

## Появления в чарте
| Чарт (2007)                      | Наивысшая позиция |
| -------------------------------- | ----------------- |
| Australian ARIA Singles Chart    | 91                |
| Canadian Hot 100                 | 63                |
| U.S. Billboard Hot 100           | 76                |
| U.S. Billboard Pop 100           | 51                |
| U.S. Billboard Hot Digital Songs | 28                |
| UK Singles Chart                 | 64                |